# Товариство сприяння українській науці
Товариство сприяння українській науці (нім. Arbeits-und Förderungsgemeinschaft der ukrainischen Wissenschaften) — засноване 1962 в Мюнхені об'єднання трьох українських наукових установ (УВУ, НТШ та УТГІ) для координації праці й зв'язку з німецькими колами. Головами товариства в різний час були Ростислав Єндик, Д. Пеленський, Григорій Васькович.
Управі допомагає Наукова Рада, складена з українських та німецьких дослідників. Здобуття допомоги належить до компетенцій Кураторії, в якій є представники німецького федерального і баварського уряду; Річник товариства «Mitteilungen» містить, крім наукових причинків з україністики, славістики, сходознавства та совєтології, матеріал до історії об'єднаних товариств.
Загалом кількість дослідницьких організацій та різних дослідницьких центрів та конструкторських центрів при промислових концернах у Німеччині становить 750. Залежно від галузі та регіону, ці промислові та академічні заклади об’єднують свої дослідницькі зусилля у фахових мережах та кластерах, щоб поміж іншого також прискорює процес виходу на ринок нових продуктів. Таким чином, співпраця на європейському та міжнародному рівні стала вирішальним компонентом природничих та гуманітарних наук.

## Товариства

#### Товариство ім. Фраунгофера (FhG)
Товариство ім. Фраунгофера провадить прикладні дослідження для підприємств різного підпорядкування, а також у інтересах громадськості. Товариство об’єднує понад 80 дослідницьких установ та є найбільшою організацією з прикладних досліджень у Європі. Інститути Товариства ім. Фраунгофера проводять дослідження за дорученням промисловості, сектору надання послуг та публічно-правового управління та пропонують інформаційні та сервісні послуги. www.fraunhofer.de

#### Співтовариство ім. Гельмгольца
Співтовариство Німецьких дослідницьких центрів ім. Гельмгольца своїми видатними науковими успіхами робить суттєвий вклад у вирішення важливих завдань, що постають перед суспільством, наукою та економікою. До складу Співтовариства ім. Гельмгольца входять 17 дослідницьких центрів науково-технічного та біолого-медичного спрямування, і воно є найбільшою науковою організацією Німеччини. www.helmholtz.de

#### Співтовариство ім. Ляйбніца (WGL)
Співтовариство Німецьких дослідницьких центрів ім. Ляйбніца об’єднує під своїм дахом 87 дослідницьких організацій, що займаються науковими проблемами загальносуспільної ваги. Воно характеризується великою кількістю тем досліджень. Дослідницькі інститути ім. Ляйбніца створюють інфраструктуру для науки та досліджень та надають дослідницькі послуги – пошук партнера, консультування та трансфер знань для громадських організацій, політики, науки та економіки. www.leibniz-association.eu

#### Товариство ім. Макса Планка (MPG)
Товариство ім. Макса Планка є незалежною, некомерційною дослідницькою організацією, що носить ім’я всесвітньо відомого фізика Макса Планка (1858–1947). Товариство займається в першу чергу фундаментальними дослідженнями з природничих та гуманітарних наук і доповнює таким чином дослідницькі проекти університетів. www.mpg.de

#### Німецьке науково-дослідне товариство
Німецьке науково-дослідне товариство є центральною самоврядною науковою установою сприяння дослідженням у вищих школах та дослідницьких закладах, що фінансуються з громадських коштів. Воно слугує науці у всіх її галузях шляхом надання фінансової підтримки для виконання дослідницьких завдань та шляхом надання сприяння співробітництву між дослідниками. www.dfg.de

## Університети
Німеччина є батьківщиною більш ніж 370 університетів, що пропонують різні напрямки навчання. Академічна освіта у Німеччині характеризується тісним зв’язком між викладанням та дослідженнями. Федеральний та земельні уряди започаткували Ініціативу на підтримку науки та досліджень в університетах (Exzellenzinitiative), що має на меті підтримати рівною мірою як провідні дослідження, так і підвищення загального рівня якості освітніх та наукових установ Німеччини, й таким чином підсилити Німеччину, як країну науки на довгу перспективу.

#### Академії наук
Основне завдання німецьких академій наук, Німецької академії наук Леопольдіна та Спілки німецьких академій полягає у координуванні та підтримці довготривалих дослідницьких проектів, а також у розвитку та підтримці міждисциплінарного діалогу. Академії надають консультації щодо загальних та спеціальних наукових питань, а також у новітніх питаннях науки.

#### Федеральні дослідницькі заклади
Федеральний уряд фінансує 38 дослідницьких інститутів, за які відповідають федеральні міністерства. Спеціалізація цих досліджень завжди орієнтується на сферу завдань певного міністерства. Основне завдання цих досліджень полягає у підтримці діяльності відповідного федерального міністерства та у наданні необхідного наукового обґрунтування для виконання державних завдань.

#### Дослідницькі установи земель
Федеральні землі Німеччини забезпечують фінансування досліджень, але вони фінансують також ряд дослідницьких установ, що підтримують дослідницькі проекти земель. Є більше 100 інститутів, що покривають широку палітру сфер дослідження.

#### Підприємства/науково-промислові дослідження
Німецькі підприємства належать до найінноваційніших у Європі. Частка інвестицій у дослідження та розвиток, що фінансуються промисловістю, складає 70 відсотків, цей показник є дуже високим. Особливо тісні зв’язки підприємств в галузі прикладних досліджень; тут вони співпрацюють з інститутами Товариства ім. Фраунгофера, що займаються науковими дослідженнями по всьому світу, та з Асоціацією промислово-дослідницьких об'єднань Німеччини ім. Отто фон Геріке (AiF).

#### Асоціація промислово-дослідницьких об'єднань Німеччини ім. Отто фон Гері-ке (AiF)
Асоціація промислово-дослідницьких об'єднань Німеччини ім. Отто фон Геріке була заснована у 1954 році. Як зареєстрована некомерційна організація AiF підтримує дослідження та розвиток в усіх галузях промисловості на користь малих та середніх підприємств. Асоціація працює як на федеральному, так і на європейському рівні. www.aif.de

#### Мережі та кластери
У минулі роки Федеральний уряд започаткував серію проектів, що спрямовані на створення мереж та кластерів для сприяння новим технологіям. Вони об’єднують дослідницькі проекти та розробки промислових та академічних закладів. Метою цих об’єднань є прискорення виходу на ринок нових технологічних продуктів.

#### Дослідницька інфраструктура
У Німеччині знаходяться багато дослідницьких інституцій, що мають глобальне значення для фізики, наук про Землю, дослідження клімату або гуманітарних наук. Прикладами таких дослідницьких комплексів є, наприклад, Німецький синхротрон електронів (DESY) або Німецький обчислювальний центр клімату (DKRZ).